# Helga Pilarczyk
Helga Pilarczyk (née le 12 mars 1925 à Schöningen et morte le 15 septembre 2011 à Hambourg) est une chanteuse d'opéra allemande (soprano). 

## Biographie
Pilarczyk veut à l'origine devenir pianiste. Elle suit des cours de piano au conservatoire de Brunswick et poursuit ses études de piano à l'université de musique de Hambourg. En même temps, elle étudie le chant à Brunswick et Hambourg, où sa voix, d'abord comme contralto est formé. 
En 1951, elle fait ses débuts comme chanteuse d'opéra au Staatstheater Braunschweig dans le rôle de l'éducatrice Irmentraut dans l'opéra Der Waffenschmied . De 1951 à 1954, elle est membre permanent de l'ensemble. Avec la saison 1954/55, Pilarczyk, devenue soprano dramatique, dans l'ensemble de l’Opéra national de Hambourg, où elle est engagée jusqu’à la fin de la saison 1966/67. 
Pilarczyk chante à Hambourg presque tous les rôles importants de spécialistes et est rapidement devenu un spécialiste du moderne, en particulier de la musique à douze tons du XXe siècle. Son répertoire comprend le rôle titre dans Salomé, le teinturier dans La Femme sans ombre, le rôle-titre dans Turandot, Renata dans L'Ange de feu, la mère dans Il prigioniero et Jocaste dans Œdipus rex . 
Ses rôles, avec lesquels elle joue également à l'international, sont notamment Marie dans Wozzeck et le rôle principal dans Lulu. Elle chante en 1957 dans une nouvelle production de Lulu à Hambourg, aux côtés de Toni Blankenheim en tant que Dr. Beau, avec une "pureté tonale claire, brillante, sans vibration assombrie", dans la production désormais légendaire de Günther Rennert ; elle est "démoniaque, mince et d'une beauté fulgurante, alternant agilité serpentine et rigidité sans âme". En outre, elle inclut le drame mono Erwartung et Pierrot Lunaire par Arnold Schoenberg à ses principales pièces vocales. 
Cependant, Pilarczyk interprète parfois des rôles de mezzo-soprano au cours de sa carrière; Par exemple, elle chante le rôle principal dans Carmen et la princesse Eboli dans Don Carlos . 
Pilarczyk apparaît dans plusieurs opéras avec, entre autres, en octobre 1955, à l'opéra de Hambourg, Pallas Athene weint d'Ernst Krenek, en septembre 1956, à la Deutsche Oper à Berlin König Hirsch, en 1963 à Hambourg elle joue la femme de Noé dans The Flood d'Igor Stravinsky et en juin 1964 à Hambourg elle joue en tant que Médée dans l'opéra Der goldene Bock, également d'Ernst Krenek,. 
Pilarczyk joue à l'opéra de Zurich de 1955-1958 (en 1955/56 en tant que Marie dans Wozzeck, dans le rôle-titre dans Antigone d'Arthur Honegger et en tant que mère dans Le retour de Marcel Mihalovici), au Deutsche Oper Berlin de 1956-1960 (en 1960 dans le rôle de Marie dans Wozzeck) et également à partir de 1964 au Deutsche Oper am Rhein . 
Elle apparaît au Covent Garden Opera de Londres (1958 en tant que Salomé), au Holland Festival (en 1958 dans le rôle d'une femme dans Erwartung, 1960 et 1968 dans le rôle de Marie dans Wozzeck), au Maggio Musicale de Florence (en 1959 dans la rôle de la compositrice dans  Ariane à Naxos et dans le rôle d'une femme dans Erwartung d'Arnold Schoenberg), au festival de Glyndebourne (en 1960 comme Colombina dans Arlecchino de Ferruccio Busoni ), à l'Opéra de Washington (en 1960, Erwartung), au Grand Opéra de Paris (en 1963 dans le rôle de Marie dans Wozzeck), à La Scala de Milan (Lulu), à la Biennale de musique de Zagreb (Lulu), au festival de Vienne (Erwartung) et à l'opéra lyrique de Chicago (saison 1965/1966 comme Marie dans Wozzeck ). En février et mars 1965, elle chante Wozzeck au Metropolitan Opera de New York,. 
En 1967, Pilarczyk se retire pour des raisons familiales pour se consacrer à l'éducation de ses enfants. À l'opéra de Cologne, elle reprend le rôle de la courtisane Metella dans l'opérette  La Vie parisienne en juillet 1969, dans une production de Jean-Louis Barrault. À partir de 1975, elle est professeur de chant au conservatoire de Hambourg. Au théâtre de Brême, elle joue en 1982, après près de 15 ans de pause artistique, encore une fois le cycle de poème Pierrot Lunaire. En décembre 1983 et janvier 1984 et en avril 1985, elle revient pour une soirée Schönberg avec une performance scénique de l'oratorio Die Jakobsleiter  puis à nouveau pour des performances sur la scène de l'Opéra d'État de Hambourg. En 1988, elle se rend à Londres pour des représentations de Die Jakobsleiter. 
Pilarczyk devient membre permanent de l'opéra de Hambourg. Pilarczyk est membre de l'Académie libre des arts de Hambourg depuis 1973. 
Pilarczyk est la mère de deux enfants. Sa fille, Isabella Vértes-Schütter, est directrice artistique du théâtre Ernst Deutsch à Hambourg. Helga Pilarczyk vit les dernières années dans le quartier de Hochkamp à Hambourg. Pilarczyk est morte après une courte maladie à l'âge de 86 ans dans l'hospice de soins palliatifs de Hambourg. Il repose dans le jardin des femmes au cimetière Ohlsdorf de Hambourg. 

## Enregistrements
Il existe relativement peu d'enregistrements de studio originaux documentant la voix de Pilarczyk sur des disques. Dans l'European Book and Phono Club, un disque de l'opéra Carmen (avec Pilarczyk dans le rôle principal) est publié sur disque vinyle dans les années 1960, dans lequel Herbert Ernst Groh (Don José), Ernst Krukowski (Escamillo), Valerie Bak (Micaëla) et Ruth -Margret Pütz (Frasquita) sont ses partenaires. Sous la direction de Leonard Bernstein, Pilarczyk chante le solo de soprano dans la Messe glagolitique (Glagolská mše) de Leoš Janáček, également publiée par CBS dans les années 1960. En 1962, le monodrama Erwartung d'Arnold Schönberg (dans le rôle d'une femme) est enregistré par le label WERGO sous la direction musicale d'Hermann Scherchen. La même année, Mercury enregistre Lulu sous la direction d'Antal Dorati. Avec Pierre Boulez, elle enregistre le mélodrame Pierrot Lunaire. 
Cependant, il existe plusieurs enregistrements en direct de représentations d'opéra et d'enregistrements radiophoniques. En 1955, elle chante, aux côtés de Helmut Krebs, dans un enregistrement radiophonique de la Norddeutsche Rundfunk, la Grete de l'opéra Der ferne Klang, sous la direction de Winfried Zillig. En outre, il y a un enregistrement en direct de l'Orchestre symphonique de la Radio bavaroise en mars 1956, sous la direction musicale de Hermann Scherchen, dans le rôle de la mère dans Il prigioniero de Luigi Dallapiccola. L' Arlecchino - une performance de 1960 au festival de Glyndebourne avec Pilarczyk dans le rôle de Colombina - est également enregistré en direct. 
Le Hamburger Archiv für Gesangskunst a publié un enregistrement complet de l'opéra Der Mantel, une production radiophonique de Westdeutscher Rundfunk de 1961, en allemand sur CD, dans lequel Pilarczyk interprète le rôle de Giorgette. 